# Мария Българска
Мария Българска, наричана във византийските извори Мария Дукина († 21 ноември след 1095 г.), е византийска аристократка – протовестиариса, съпруга на Андроник Дука и майка на императрица Ирина Дукина. Мария е дъщеря на Траян – син на българския цар Иван Владислав и царица Мария. Майка ѝ е византийска аристократка – представителка на видните константинополски фамилии на Кондостефаните, Авалантите и Фокидите.
Мария наследява големи поземлени владения в района на Охридското езеро. Получава значителен доход от владенията си, който използва основно, за да подпомогне политическите амбиции и кариера на мъжа си Андроник Дука. Някои историци са на мнение, че Мария е пример за успешната интеграция на членовете на династията на Комитопулите във византийското общество. Мария има и упражнява значимо политическо влияние през първите години от управлението на император Алексий I Комнин.

Внучката на Мария Анна Комнина хвали мъдростта и красотата на баба си в известната Алексиада:
| „ | ...имала корена на своя род в България и дотолкова привличала със своята красота и стройността на телесните части и членове, че нито една (жена) по онова време не бе се явила по-красива от нея. | “ |

В своята хроника съпругът на Анна Никифор Вриений също отделя място, за да отбележи красотата и благородството на Мария, която според думите му: 
| „ | била най-красивата и най-умната от всички жени, съединявала с външната хубост и вътрешна красота и блестяла, освен със знатността на рода си, още и с добродетелна чистота и приятен нрав. | “ |

Мария Българска и Андроник Дука имат седем деца – четирима сина и три дъщери:
- Михаил Дука, протосеваст и протостратор;[5]
- Константин Дука[6]
- Стефан Дука, севаст[4]
- Йоан Дука, севаст[7] и велик дука
- Ирина Дукина – омъжена за император Алексий I Комнин;
- Анна Дукина – омъжена за Георги Палеолог;
- Теодора Дукина, монахиня[8]

Мария се замонашва и приема името Ксения, което е станало малко след смъртта на съпруга ѝ на 14 октомври 1077 г. С името ѝ се свързва преустройството на стария константинополски манастир „Христос Спасител“ в Хо̀ра, направено между 1078 г. и 1081 г. В Регионалния исторически музей в Шумен се съхранява неин печат с надпис Ксения, монахиня и протовестиариса, намерен в крепостта край елховското село Мелница. Точната година на смъртта ѝ не е известна, но се предполага, че е починала след 1095 г., откогато датира едно писмо до нея, написано от Теофилакт Охридски. Точната дата на кончината ѝ – 21 ноември, е посочена в поменика на семейството на императрица Ирина Дукина, поместен в литургичния типик на основания от последната константинополски манастир „Христос Филантроп“, като в документа срещу датата 21 ноември е посочена паметта на монахиня и протовестиариса Ксения, майка на императицата.
Типикът на манастира „Кехаритомен“ (или Богородица Кехаритоменска) също отбелязва паметта на монахиня Ксения на 21 ноември, а в обитуария на манастира „Пантократор“ тя е спомената като баба на император Йоан II Комнин.